# Ford Comuta
O Ford Comuta foi um veículo experimental elétrico designado pela Ford Motor Company nos anos de 1960. O veículo era equipado com uma bateria de 12V 85 amperes.
Quando estava totalmente carregado, o carro tinha um alcance de 60 quilômetros (37,3 milhas) à velocidade de 40 quilômetros por hora (24,9 milhas por hora), e era capaz de atingir uma velocidade máxima de 60 quilômetros por hora (37,3 milhas por hora). Apenas alguns Comutas foram produzidos, pois o veículo era um experimento.
O veículo é similar em tamanho ao modelo Peel P50.